# Statica

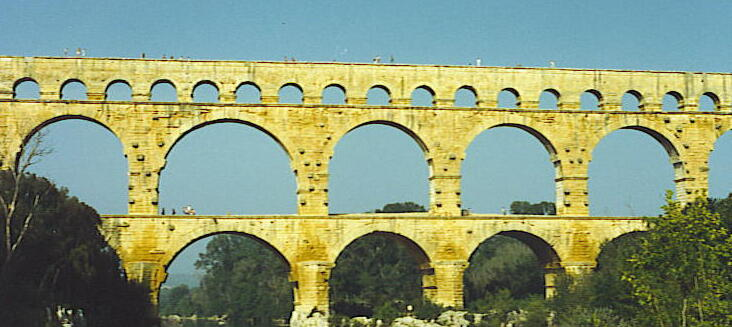
Statica is belangrijk in de toegepaste wetenschappen, zo mag een brug onder zijn eigen gewicht en de te verwachten belasting niet instorten, verschuiven of kantelen

Statica of evenwichtsleer maakt deel uit van de mechanica, en houdt zich bezig met het evenwicht van niet bewegende lichamen, die onderhevig zijn aan krachten. De statica vindt een belangrijke toepassing in de constructieleer, bij sterkteberekeningen voor bouwwerken.

## Methode
Een star, driedimensionaal lichaam is in evenwicht als de som van alle krachten die op het lichaam werken nul is, en de som van alle momenten nul is. Als zowel de krachten als de momenten driedimensionaal ontbonden worden (in x-, y- en z-richting), dan leidt dit tot zes voorwaarden voor evenwicht. Het is tijdens de sterkteberekening van belang de juiste krachten in te voeren, en bijvoorbeeld niet krachten die op een ander lichaam (of onderdeel) werken.
Wordt aan een van die zes voorwaarden niet voldaan, dan is een lichaam niet in evenwicht. Merk wel op dat “niet bewegen”, natuurkundig gezien, niet hetzelfde is als “in evenwicht zijn”. Een lichaam dat een rechtlijnige translatie, met constante snelheid, ondergaat, is in natuurkundige zin “in evenwicht”.
Voor gecompliceerde constructies moet men vaak zijn toevlucht nemen tot numerieke benaderingen: met name de eindige-elementenmethode wordt veel gebruikt.